# Monument Volcànic Nacional del Mont Saint Helens

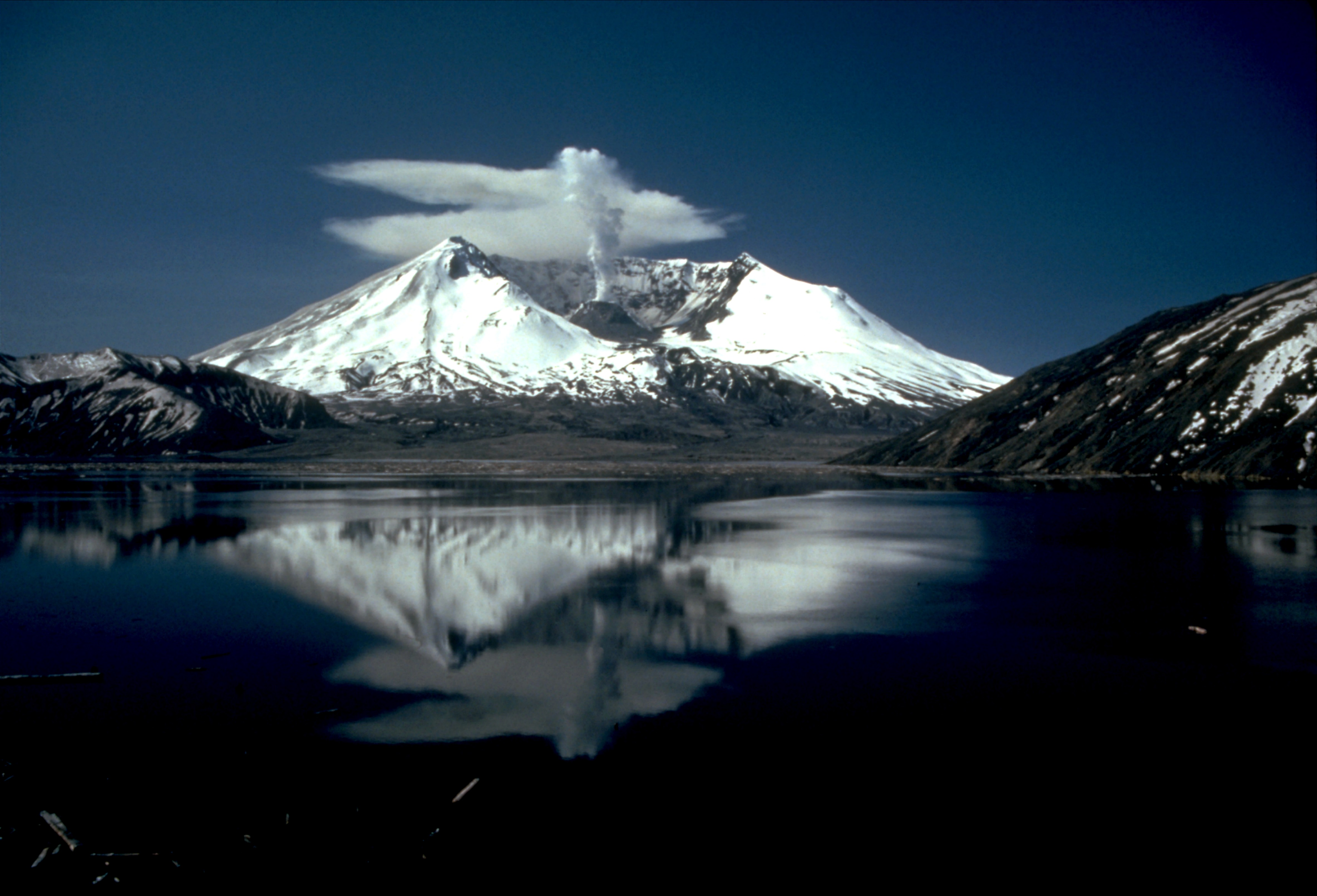
El mont Saint Helens el maig de 1982 reflectit en la tranquil·la superfície del llac Spirit

El Monument Volcànic Nacional del Mont Saint Helens (Mount St. Helens National Volcanic Monument) és un monument nacional que ocupa 445 quilòmetres quadrats al sud-oest de l'estat de Washington (Estats Units) dins del Bosc Nacional de Gifford Pinchot (Gifford Pinchot National Forest).
Va ser el primer monument nacional administrat pel Servei Forestal dels Estats Units (United States Forest Service o USFS), el qual forma part del Departament d'Agricultura dels Estats Units (United States Agriculture Department o USDA), des de la transferència dels monuments nacionals sota el seu control al Servei de Parcs Nacionals el 1933.
Com a conseqüència de l'erupció volcànica del mont Saint Helens el maig de 1980, el President Ronald Reagan, de conformitat amb la Llei d'Antiguitats, va establir l'àrea protegida el 27 d'agost de 1982 per a fins d'investigació, recreació i educació.
El monument no ha patit cap intervenció humana amb l'objectiu de permetre que el seu entorn respongui naturalment a la pertorbació. De totes maneres, el Servei Forestal ha establert molts senders, punts d'observació, estacions d'informació, càmpings i zones de pícnic per acomodar el nombre creixent de visitants. Quan les condicions meteorològiques siguin favorables, es pot conduir fins a Windy Ridge que només es troba 6 quilòmetres al nord-est del cràter. Els alpinistes poden pujar el cim del volcà amb els permisos necessaris.